# Anton Morgenstern
Anton Morgenstern (* 1991 in Berlin) ist ein professioneller deutsch-amerikanischer Pokerspieler.

## Persönliches
Morgenstern ist der Sohn eines Amerikaners und besitzt deshalb eine deutsch-amerikanische Doppelstaatsbürgerschaft. Er lebt auf Malta.

## Pokerkarriere
Sein erstes Preisgeld bei einem Live-Turnier erhielt Morgenstern für den 36. Platz beim Main Event der European Poker Tour Anfang September 2009 in Barcelona in Höhe von 20.000 Euro. Im Juni 2012 war er erstmals bei der World Series of Poker (WSOP) im Rio All-Suite Hotel and Casino am Las Vegas Strip erfolgreich und kam zweimal ins Geld. Bei der WSOP 2013 kam der Berliner zunächst bei einem Turnier in der Variante No Limit Hold’em in die Geldränge und schaffte dies anschließend auch im Main Event. Dort ging er bei 27 verbliebenen Spielern als Chipleader in den siebten Turniertag und konnte seine Führung zunächst sogar weiter ausbauen, sodass er das Feld auch bei 21 Spielern noch anführte. Anschließend verlor er zwei größere Pots gegen Mark Newhouse und schied nach zwei weiteren Verlusten gegen Fabián Ortiz auf dem 20. Platz aus. Dafür erhielt Morgenstern ein Preisgeld von rund 285.000 US-Dollar. Zwei Jahre später erreichte er beim WSOP-Main-Event erneut den siebten Turniertag und beendete das Turnier auf dem mit mehr als 260.000 US-Dollar dotierten 22. Platz. Ende April 2017 gewann der Berliner bei der PokerStars Championship in Monte-Carlo ein Event in Pot Limit Omaha und damit sein erstes Live-Turnier, wofür er eine Siegprämie von knapp 10.000 Euro erhielt. Bei der WSOP 2018 belegte er den siebten Platz beim Marathon-Event und sicherte sich rund 85.000 US-Dollar. Anfang Februar 2019 gewann Morgenstern das 25.000 US-Dollar teure Omaha-Event der Aussie Millions Poker Championship in Melbourne mit einer Siegprämie von rund 530.000 Australischen Dollar. Beim Merit Poker Classic im nordzyprischen Kyrenia wurde er im Mai 2019 Zweiter beim High Roller und erhielt knapp 200.000 US-Dollar. Ende Juli 2020 gewann der Berliner im King’s Resort in Rozvadov das Big Wrap PLO High Roller mit einem Hauptpreis von 100.000 Euro. Bei der mittlerweile im Horseshoe Las Vegas und Paris Las Vegas ausgespielten WSOP 2023 sicherte er sich mit Geldplatzierungen bei den 50.000 US-Dollar teuren Turnieren in No Limit Hold’em und Pot Limit Omaha Preisgelder von rund 250.000 US-Dollar.
Insgesamt hat sich Morgenstern mit Poker bei Live-Turnieren knapp 2,5 Millionen US-Dollar erspielt.